# Институт биологии старения Общества Макса Планка
Институт биологии старения Общества Макса Планка (Max Planck Institute (MPI) for Biology of Ageing) является одним из более чем 80 независимых, некоммерческих институтов, находящихся под попечительством Общества Макса Планка. Общая цель исследований состоит в том, чтобы получить фундаментальное понимание процесса старения и, благодаря этому, проложить путь к более здоровому старению людей. Международная команда исследователей из почти 30 наций работает над раскрытием базовых молекулярных, физиологических и эволюционных механизмов.
Институт расположена в кампусе университетского госпиталя Кёльна и формирует существенную часть регионального кластера тесно переплетённых исследовательских организаций, нацеленных на изучение старения и возрастных болезней.
Вместе со своими региональными, национальными и международными партнёрами, такими как ERIBA, исследователи из Института биологии старения ОМП исследуют, как клетки стареют в течение их жизни, какие гены вовлечены в этот процесс и в какой степени факторы окружающей среды на это влияют. Основополагающие процессы изучаются на так называемых модельных организмах:
- млекопитающее Mus musculus (домовая мышь),
- насекомое Drosophila melanogaster (дрозофила фруктовая),
- круглый червь Caenorhabditis elegans.

Эти виды животных удобны для исследователей тем, что продолжительность их жизни относительно коротка и позволяет отследить вмешательства в естественной процесс старения. Также используются другие модельные организмы, такие как
- рыба Nothobranchius furzeri (нотобранх фурцера),
- дрожжи Saccharomyces cerevisiae (пекарные дрожжи).

В 2010 году был заложен первый камень нового исследовательского помещения, и в 2013 оно было введено в эксплуатацию.
Сейчас Институт биологии старения ОМП является одним из самых молодых институтов Общества Макса Планка, имеет штат около 250 человек и продолжает расширяться. Планируется довести численность штата до 350 человек, увеличить количество исследовательских групп до 10 как минимум, а число департаментов до 4.

## Департаменты
- Молекулярная генетики и старение (Adam Antebi)
- Митохондриальный протеостаз[англ.] (Thomas Langer)
- Биологические механизмы старения (Линда Партридж)

## Исследовательские группы

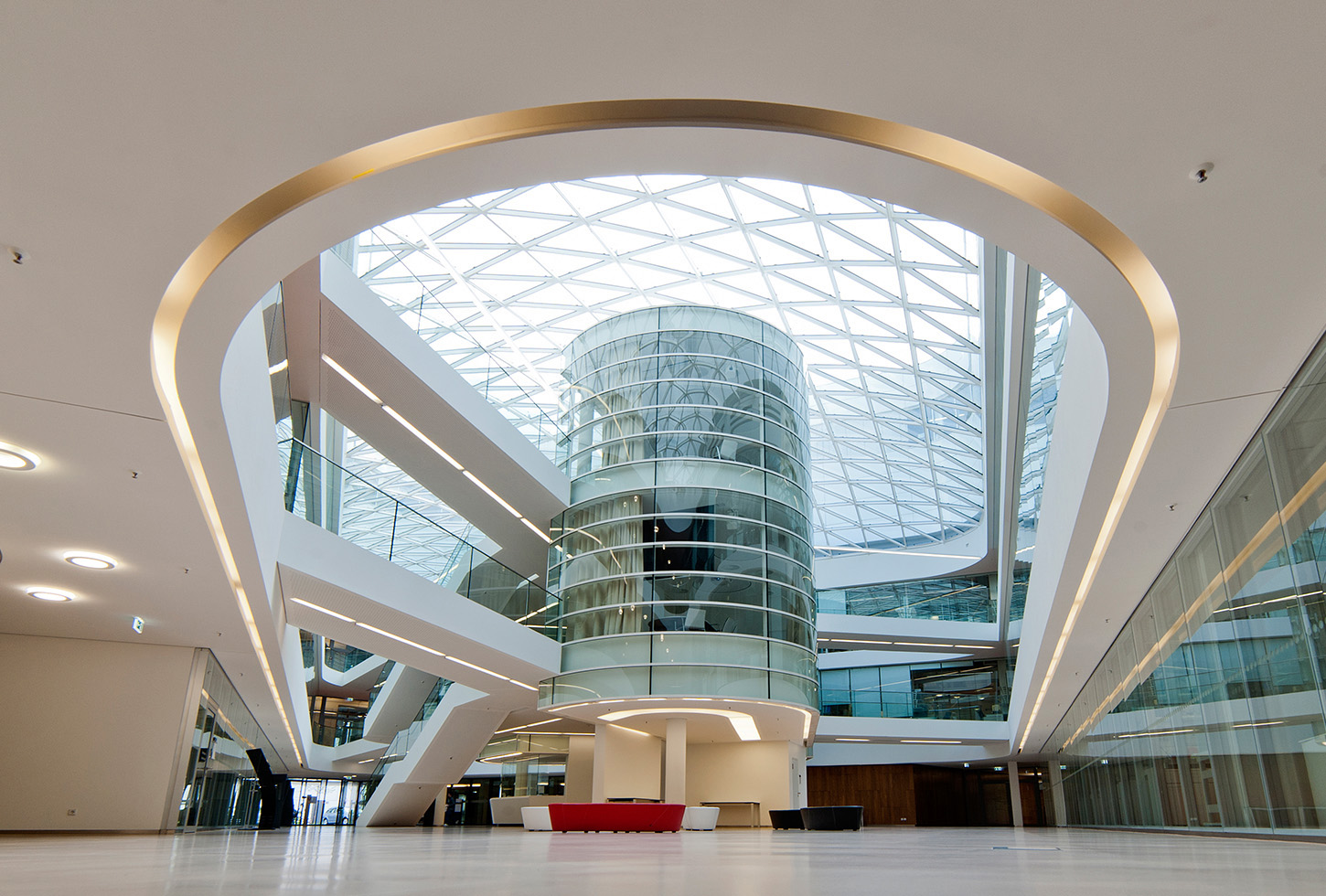
Атриум Институт биологии старения Общества Макса Планка

- Контроль клеточного роста в здоровых организмах и при возрастных заболеваниям
- Метаболическая и генетическая регуляция процесса старения
- Регуляция аутофагии
- АДФ-рибозилирование в процессах ремонта ДНК и в старении
- Метаболизм в процессах инфекции
- Эволюция генома и старение
- Хроматин и старение
- Эволюционная и экспериментальная[англ.] биология старения
- Гомеостаз кожи и старение

"Исследовательские группы Общества Макса Планка" предлагают молодым исследователям, получившим докторскую степень, возможность сделать дальнейшую карьеру в этой области. Руководители таких групп назначаются президентом Общества Макса Планка и имеют независимый статус внутри организации, аналогичный статусу директоров институтов.